# Бэдлендс (национальный парк)
Национальный парк Бэ́дле́ндс (англ. Badlands National Park) — национальный парк США, расположенный на юго-западе штата Южная Дакота. Площадь парка — 982 км². Ландшафт парка включает остро отточенные эрозией крутые холмы (бедленд, от которых и происходит название парка), остроконечные скалы и вершины и самые большие по площади в США охраняемые прерии.
Индейцы-сиу именовали этот край «Плохая земля», а первые франко-канадские трапперы называли эти края «Плохие земли для перехода через них» из-за негостеприимной местности, результата смещения и частичной эрозии осадочных пород.
Хребты и каньоны сформировались около пяти тысяч лет назад, когда вода проникала через слои скальных пород, из-за чего получились фантастические фигуры. Обнажились древнейшие скалы, погребённые под породами более чем на миллионы лет. Уровень эрозии достигает 2,3 см в год.
Бэдлендс — один из самых известных районов, где найдены остатки трёхпалых лошадей возрастом 25-35 миллионов лет, саблезубых тигров и других вымерших видов млекопитающих.